# Walentin Iwanow (zapaśnik)
Walentin Emiłow Iwanow (bg. Валентин Емилов Иванов; ur. 25 stycznia 1966) – bułgarski zapaśnik walczący w stylu wolnym. Olimpijczyk z Seulu 1988, gdzie zajął piąte miejsce w kategorii 57 kg. 
- Turniej w Seulu 1988

Pokonał Chen Yonglianga z Chin, Ramona Mene z Panamyu, Murada Zalfaniego z Tunezji. Przegrał z Askari Mohammadijanem z Iranu i No Gyeong-seonem z Korei Południowej. W pojedynku o piąte miejsce wygrał z Węgrem Belą Nagym.